# 動物リアルガチ図鑑
『動物リアルガチ図鑑』（どうぶつリアルガチずかん）はTBS系列のバラエティ番組である。
2017年5月24日の初回放送以来、不定期で回を重ね『VSリアルガチ危険生物』（ブイエスリアルガチさいきょうせいぶつ）、『VSリアルガチ最強生物』（ブイエスリアルガチさいきょうせいぶつ）、『動物リアルガチ図鑑』と幾度かタイトルを変えている。

## 出演者
- メインMC

出川哲朗 - 胆管炎での入院に伴い、2017年9月27日放送分には出演せず。
- MC・サブMC

陣内智則、博多大吉（博多華丸・大吉）、千原ジュニア、澤部佑（ハライチ）、川島明（麒麟）
江藤愛、吉田明世、笹川友里、宇内梨沙（TBSアナウンサー、吉田・笹川は当時）
- スタジオ専門家

五箇公一（国立環境研究所）、宮下実（ときわ動物園長）、遠藤秀紀、茂田良光、坂田修一

## 放送リスト
| 回数 | 放送日         | 放送時間（日本時間） | MC                                                     | スタジオ専門家               | ゲスト |
| ---- | -------------- | -------------------- | ------------------------------------------------------ | ---------------------------- | --- |
| 1    | 2017年5月24日  | 20:10 - 21:54        | 陣内智則 吉田明世（TBSアナウンサー）                   | 五箇公一 （国立環境研究所）  | いとうあさこ、金子貴俊、鈴木梨央、滝沢カレン、 藤井隆、田中直樹（ココリコ）、鈴木奈々                                |
| 2    | 2017年5月31日  | 20:30 - 21:54        | 博多大吉（博多華丸・大吉） 吉田明世（TBSアナウンサー） | 五箇公一 （国立環境研究所）  | 梅沢富美男、竹俣紅、藤本敏史（FUJIWARA）、 八嶋智人、遼河はるひ、徳井健太（平成ノブシコブシ）                        |
| 3    | 2017年7月26日  | 20:10 - 21:54        | 陣内智則 笹川友里（TBSアナウンサー）                   | 宮下実 （ときわ動物園長）    | 大石絵理、金子貴俊、川田裕美、カンニング竹山、 土田晃之、鈴木奈々、伊藤一朗（Every Little Thing）、 おのののか、照英 |
| 4    | 2017年9月6日   | 20:00 - 21:54        | 陣内智則 江藤愛（TBSアナウンサー）                     | 五箇公一 （国立環境研究所）  | 秋山竜次（ロバート）、金子貴俊、河北麻友子、北斗晶、 りゅうちぇる、照英                                              |
| 5    | 2017年9月27日  | 19:57 - 21:54        | 博多大吉（博多華丸・大吉） 宇内梨沙（TBSアナウンサー） | 五箇公一 （国立環境研究所）  | 朝比奈彩、おかずクラブ、カンニング竹山、濱口優（よゐこ）                                                             |
| 6    | 2017年11月8日  | 21:00 - 21:57        | 陣内智則 江藤愛（TBSアナウンサー）                     | 五箇公一 （国立環境研究所）  | 朝比奈彩、IKKO、鈴木奈々、鈴木梨央、濱口優（よゐこ）                                                                 |
| 7    | 2017年12月20日 | 21:00 - 21:57        | 陣内智則 江藤愛（TBSアナウンサー）                     | 五箇公一 （国立環境研究所）  | 朝比奈彩、IKKO、鈴木奈々、鈴木梨央、濱口優（よゐこ）                                                                 |
| 8    | 2018年1月17日  | 20:00 - 21:57        | 陣内智則 江藤愛（TBSアナウンサー）                     | 五箇公一 （国立環境研究所）  | 梅沢富美男、おかずクラブ、濱口優（よゐこ）                                                                           |
| 9    | 2018年2月7日   | 20:00 - 21:57        | 千原ジュニア 吉田明世（TBSアナウンサー）               | 五箇公一 （国立環境研究所）  | 朝比奈彩、寺田心、ロバート                                                                                           |
| 10   | 2019年10月28日 | 19:00 - 21:00        | 澤部佑（ハライチ）（サブMC） 江藤愛（TBSアナウンサー） | 遠藤秀紀、茂田良光、坂田修一 | 黒沢かずこ（森三中）、高橋ユウ、中間淳太 （ジャニーズWEST）、濱口優（よゐこ）、矢田亜希子、夏菜                      |
| 11   | 2021年12月14日 | 19:00 - 20:57        | 川島明（麒麟）（サブMC）                               | 五箇公一 （国立環境研究所）  | あばれる君、池田美優、IKKO、菊池風磨（Sexy Zone）、生見愛瑠、ハナコ、ウルフアロン                                    |

## スタッフ
2021年12月21日放送分
- ナレーター：立木文彦、近藤サト
- 構成：木野聡
- 技術協力：TBS ACT、BULL BULL
- ロケ技術
  - カメラ：福岡利浩
  - 音声：藤髙柚佳
- 中継技術
  - カメラ：望月浩二郎
  - 音声：山本晃平
- スタジオ技術
  - TM：宮崎慶太
  - PM：寺尾昭彦
  - TD：梶谷美保
  - VE：吉田崇
  - カメラ：中島文明(章)
  - 音声：山羽稔
  - 照明：加藤由美子
- 美術プロデューサー：清水久
- 美術デザイナー：矢澤尚弥
- 美術制作：岩城正和
- 装置：相良比佐夫
- 操作：佐藤謙紫朗
- 電飾：住義仁
- アクリル装飾：青木剛
- 装飾：青柳涼花
- 植木装飾：猿山利昭
- 衣装：渥美智恵
- ヘアメイク：田中智子
- 編集：岩田佳己、滝翔太
- MA：菅野雅登
- 音効：石崎野乃、上野大
- CG：森三平
- TK：飛田亜也
- 監修：間曽さちこ
- リサーチ：平井裕子、山元春奈
- 編成：寺田淳史
- 宣伝：久永洋平、牧田華奈
- デスク：椿美貴子
- AD：月舘侑希、邊見朋輝、宮本深雪、加渡深祐貴、家次史昭
- AP：藤田典子、明田未妃、吉澤枝里子、堀切夕香子
- ディレクター：黒江達也、丹川祥一、守屋愛子、佐藤智之、市田卓也、吉岡弘晃、宮田綾子、中島浩喜、岩田充弘
- 制作協力：Sp!ce Factory
- 協力P：藤田幸伸（Sp!ce Factory）
- 総合演出：猪俣由太郎（Sp!ce Factory）
- プロデューサー：河本恭平
- 制作：TBSテレビコンテンツ制作局バラエティ制作二部
- 製作・著作：TBS

## 注
1. ↑  『トコトン掘り下げ隊!生き物にサンキュー!!』との合体3時間SP（19:00 - 21:54→21:57）の第2部として放送
2. ↑  第6回からタイトルを『VSリアルガチ最強生物』に変更[2]
3. ↑  第10回からタイトルを『動物リアルガチ図鑑』に変更[2]